# Plectrophenax
Plectrophenax es un género de aves paseriformes en la familia Calcariidae.

## Especies
El género contiene dos especies:
- Plectrophenax nivalis (Linnaeus, 1758) – escribano nival;
  - P. n. nivalis (Linnaeus, 1758);
  - P. n. insulae Salomonsen, 1931;
  - P. n. vlasowae Portenko, 1937;
  - P. n. townsendi Ridgway, 1887;
- Plectrophenax hyperboreus Ridgway, 1884 – escribano de McKay.